# ويلهلم شوبرت (ضابط)
ويلهلم شوبرت (بالألمانية: Wilhelm Schubert)‏ (و. 1879 – 1972 م) هو ضابط، وطيار ألماني، ولد في غورليتس، ويحمل رتبة عسكرية فريق أول، توفي في ميونخ، عن عمر يناهز 93 عاماً.

## جوائز
حصل على جوائز منها:
- صليب حديدي
- هاوس اوردر اوف هوهنزولرن
- جائزة الفيرماخت للخدمة الطويلة